# Super Show 3 3D
Super Show 3 3D (슈퍼쇼 3 3D?, Syoo-peo-syo 3 3D) è un film documentario del 2011 diretto da Ki Min-soo e Kim Hyeok-II. Il film segue il gruppo sudcoreano Super Junior per tutto il tour Super Show 3, sul palco e nella vita privata. Il film è stato distribuito il 24 febbraio 2011, ed ha debuttato alla sesta posizione dei film più visti della settimana in Corea del Sud ed è diventato il film in 3D con i migliori incassi in Corea.